# Німецький довідковий корпус
Німецький довідковий корпус (Deutsches Referenzkorpus, DeReKo) — це електронний архів німецькомовних текстових корпусів письмової мови, який існує з 1964 року, підтримується та постійно поповнюється Інститутом німецької мови (IDS) у Мангеймі. На даний момент DeReKo налічує понад 50 мільярдів слів (станом на вересень 2021 року) — це найбільша у світі колекція електронних корпусів сучасної німецької мови, призначених для академічних цілей. DeReKo є загальнодоступним для зареєстрованих у безкоштовному веб-додатку COSMAS II користувачів.

## Альтернативні назви
Німецький довідковий корпус часто згадується під іншими назвами, такими як: корпуси Мангейма, корпуси IDS, корпуси COSMAS, архів корпусів сучасної письмової мови в IDS. Термін «німецький довідковий корпус» (DeReKo) спочатку використовувався лише для частини сьогоднішнього архіву, який був створений між 1999 та 2002 роками в рамках однойменного проекту, в якому брали участь кілька установ. З 2004 року це офіційна назва для всього корпусного архіву.

## Концепція і наповнення корпусу
Німецький довідковий корпус містить художню літературу, наукові та науково-популярні тексти, велику кількість газетних та велике розмаїття інших видів текстів, що охоплюють період з 18 століття аж до сьогодення.
На відміну від деяких інших відомих корпусів і архівів корпусів (наприклад, основного корпусу DWDS або Британського національного корпусу), німецький довідковий корпус не є збалансованим корпусом: відсутній рівномірний відсотковий розподіл текстів за типами та на часовому проміжку.
Ця концепція узгоджується з тим фактом, що питання про те, чи представляє корпус збалансовану або навіть репрезентативну мовну вибірку, може бути вирішене лише щодо конкретної мовної галузі (тобто статистичної сукупності). Оскільки різні лінгвістичні дослідження, як правило, націлені на різні мовні області, заявлена мета Німецького довідкового корпусу полягає в тому, щоб слугувати універсальним зразком вищого рівня або першообразом (нім. Ur-Stichprobe) сучасної німецької мови, скориставшись яким користувачі корпусу можуть отримати спеціалізовану підвибірку (так званий віртуальний корпус), щоб представити мовну область, яку вони хочуть досліджувати.

## Доступ
Відповідно до правил авторського права та ліцензування, архів DeReKo не може бути скопійований та завантажений. Його можна досліджувати та аналізувати за допомогою інтерфейсу COSMAS II, (необхідна реєстрація і зобов’язання використовувати його в суто наукових і некомерційних цілях). COSMAS II дозволяє користувачам компілювати з DeReKo віртуальний корпус, що відповідає конкретним питанням дослідження.
Наразі в COSMAS II зареєстровано близько 37 000 користувачів із 110 країн світу, які можуть проводити наукові дослідження та аналізи в DeReKo.